# Robert Behling
Robert Behling (Halle, 28 de marzo de 1991) es un deportista alemán que compitió en piragüismo en la modalidad de eslalon.
Ganó cinco medallas en el Campeonato Mundial de Piragüismo en Eslalon entre los años 2009 y 2017, y cinco medallas en el Campeonato Europeo de Piragüismo en Eslalon, en los años 2012 y 2018.

## Palmarés internacional
| Campeonato Mundial | Campeonato Mundial      | Campeonato Mundial | Campeonato Mundial |
| Año                | Lugar                   | Medalla            | Competición        |
| ------------------ | ----------------------- | ------------------ | ------------------ |
| 2009               | Seo de Urgel (España)   | Medalla de plata   | C2 por equipos     |
| 2010               | Liubliana (Eslovenia)   | Medalla de bronce  | C2 por equipos     |
| 2015               | Londres (Reino Unido)   | Medalla de plata   | C2 por equipos     |
| 2017               | Pau (Francia)           | Medalla de plata   | C2 por equipos     |
| 2017               | Pau (Francia)           | Medalla de bronce  | C2 individual      |
| Campeonato Europeo |                         |                    |                    |
| Año                | Lugar                   | Medalla            | Competición        |
| 2012               | Augsburgo (Alemania)    | Medalla de bronce  | C2 individual      |
| 2012               | Augsburgo (Alemania)    | Medalla de bronce  | C2 por equipos     |
| 2015               | Markkleeberg (Alemania) | Medalla de oro     | C2 individual      |
| 2018               | Praga (República Checa) | Medalla de oro     | C2 por equipos     |
| 2018               | Praga (República Checa) | Medalla de plata   | C2 individual      |